# سوگند (خواننده)
سوگند سهیلی (زادهٔ ۲۲ مرداد ۱۳۶۶) خواننده و ترانه‌نویس ایرانی است. او در سبک پاپ‌ و هیپ هاپ فعالیت دارد. سوگند علاوه بر خوانندگی، در سال ۱۴۰۱ یکی از چهار داور فصل اول برنامه استعدادیابی صدای برتر در شبکه ام‌بی‌سی پرشیا و داور مهمان فصل اول در مرحله آخر پرشیاز گات تلنت بود.

## زندگی
سوگند سهیلی در ۲۲ مرداد ۱۳۶۶ در اصفهان به دنیا آمد. او مسیحی است. همسر او، امیر علی خسروجردی، با نام هنری زخمی، یکی از رپرهای ایرانی است که پس از پنج سال زندگی از او جدا شد و از او صاحب یک فرزند شده‌است. این زوج در لندن زندگی می کنند.
سوگند یک بار به ایران سفر کرد و حتی برخی از آثارش را در این کشور ضبط کرده‌است. او در سال ۱۳۹۴ در حالی که در جزیرهٔ کیش بود، دستگیر شد. پس از یک هفته بازداشت در کیش به تهران منتقل شد. سوگند در مصاحبه‌ای با بهزاد بلور که در سال ۲۰۱۸ انجام شد دلیل بازداشتش را اتهاماتی همچون «دایر کردن مرکز فساد»، «تولید و توزیع ویدئوهای مبتذل» و «رابطهٔ نامشروع» عنوان کرد. پس از گذشت یک ماه با وثیقه از زندان آزاد شد و پس از مدتی زندگی در سکوت، توانست که از ایران خارج شود. وی در برنامه بلور بنفش گفت که خبر بازداشت او صحیح است. او وقتی که با قید وثیقه آزاد شده بود به کارهایی همچون طراحی لباس و آموزش خوانندگی و بازیگری تئاتر نیز مشغول بود.
سوگند در سال ۲۰۲۲ به همراه بیژن مرتضوی، لیلا فروهر و کامیار داوران فصل نخست برنامهٔ استعدادیابی صدای برتر بود.

## آثار

### آلبوم‌ها
| نام آلبوم‌ها | تاریخ انتشار |
| ----------- | ------------ |
| من          | ۲۰۲۰         |
| خونه        | ۲۰۲۴         |

### موزیک ویدیو
| نام                 | همکاری‌ها             |
| ------------------- | -------------------- |
| «یادته»             | عرفان                |
| «منتظر»             | عرفان                |
| «بلیط یه طرفه»      |                      |
| «دلُم»               |                      |
| «زندگی کن» (آلمانی) |                      |
| «یادش بخیر»         |                      |
| «چیکارت کردم»       |                      |
| «خدایا»             |                      |
| «مرا ببوس»          |                      |
| «بارون»             |                      |
| «دوباره»            | گوگوش، لیلا فروهر و… |
| «داد نزن»           |                      |
| «حبیبی»             | زخمی                 |
| «دشت پروانه ها»     | کوروش                |

|حس کن
|خونه(آلبوم)

### تک آهنگ‌ها[۱۰]
| نام                  | همکاری(ها)                                                  | تاریخ (شمسی)     | آهنگسازی            |
| -------------------- | ----------------------------------------------------------- | ---------------- | ------------------- |
| نقطه کور             | نیموش و فاشیست                                              | ۳ اردیبهشت ۱۳۸۹  |                     |
| خدا با ماست          | خدا با ماست                                                 | ۳۱ اردیبهشت ۱۳۸۹ |                     |
| هیچکی مثل من         | هیچکی مثل من                                                | ۱۲ آذر ۱۳۸۹      | خشایار پایدار       |
| اما                  | تهم                                                         | ۱ آذر ۱۳۹۰       | تهم                 |
| خواب                 | خواب                                                        | ۲۸ بهمن ۱۳۹۰     | تهم                 |
| برد و باخت           | حصین و صادق                                                 | ۱۳ تیر ۱۳۹۱      |                     |
| آینه                 | صادق                                                        | ۲۱ آذر ۱۳۹۱      |                     |
| راه نجات             | رضا پیشرو                                                   | ۲ دی ۱۳۹۱        |                     |
| منتظر                | عرفان                                                       | ۲۲ بهمن ۱۳۹۱     | امیر ای پلاس        |
| دور زمین             | پایا                                                        | ۲۲ مرداد ۱۳۹۲    | سیاوش راد           |
| آدمک (فری‌استایل)     | آدمک (فری‌استایل)                                            | ۸ شهریور ۱۳۹۲    |                     |
| ساعت برگرد           | ساعت برگرد                                                  | ۱۰ آذر ۱۳۹۲      |                     |
| یادته                | عرفان                                                       | ۱۲ دی ۱۳۹۲       | ای پلاس             |
| Leben Leben (آلمانی) | Leben Leben (آلمانی)                                        | ۶ اسفند ۱۳۹۲     | سیاوش راد           |
| بلیط یکطرفه          | بلیط یکطرفه                                                 | ۴ اردیبهشت ۱۳۹۳  | سیاوش راد           |
| ۵ عصر                | تهم و پایا                                                  | ۲۳ شهریور ۱۳۹۳   | تهم و پایا          |
| دلُمh                 | دلُمh                                                        | ۱۰ مهر ۱۳۹۳      | پوبون               |
| دادیم رفت تورو       | بهزاد لیتو                                                  | ۲۴ دی ۱۳۹۳       | AFX                 |
| خاطره                | خاطره                                                       | ۲۰ اسفند ۱۳۹۵    | Mjoobi              |
| یادش بخیر            | یادش بخیر                                                   | ۳ اسفند ۱۳۹۶     | Mjoobi              |
| شیر یا خط            | صادق                                                        | ۱۸ اسفند ۱۳۹۶    |                     |
| حال من خوبه          | عرفان                                                       | ۲۳ اسفند ۱۳۹۶    | دارا پایدار         |
| چیکارت کردم          | چیکارت کردم                                                 | ۶ فروردین ۱۳۹۷   | Mjoobi              |
| دراماتیک             | دراماتیک                                                    | ۲۱ اردیبهشت ۱۳۹۷ | Mjoobi              |
| خدایاRا              | خدایاRا                                                     | ۱۲ شهریور ۱۳۹۷   | پوبون               |
| شکایت                | شکایت                                                       | ۱۴ آذر ۱۳۹۷      |                     |
| بمب                  | زخمی                                                        | ۲۲ بهمن ۱۳۹۷     | شوگ                 |
| سلام                 | سلام                                                        | ۲۲ اسفند ۱۳۹۷    | شوگ                 |
| سایه بون             | سایه بون                                                    | ۳۱ مرداد ۱۳۹۸    | شوگ                 |
| مرا ببوس             | مرا ببوس                                                    | ۹ مهر ۱۳۹۸       | Ali N.Askin         |
| آینه آینه            | آینه آینه                                                   | ۱۶ آبان ۱۳۹۸     | شوگ                 |
| میگذره               | زخمی                                                        | ۲۸ دی ۱۳۹۸       | شوگ                 |
| رمانتیک              | رمانتیک                                                     | ۷ اسفند ۱۳۹۸     | شوگ                 |
| این جنگ              | زخمی                                                        | ۲۵ شهریور ۱۳۹۹   | شوگ و کنیس          |
| حیف                  | زخمی                                                        | ۲۵ شهریور ۱۳۹۹   | شوگ و کنیس          |
| خاکستری              | رضا پیشرو                                                   | ۲۷ اسفند ۱۳۹۹    |                     |
| پایان                | پایان                                                       | ۱۰ فروردین ۱۴۰۰  | شوگ                 |
| بارون                | بارون                                                       | ۲۹ مرداد ۱۴۰۰    | شوگ                 |
| حالت خوبه            | حالت خوبه                                                   | ۲۷ اسفند ۱۴۰۰    | شوگ                 |
| داد نزن              | داد نزن                                                     | ۲۰ مرداد ۱۴۰۱    | شوگ                 |
| تلخ                  | زخمی                                                        | ۱۰ شهریور ۱۴۰۱   | شوگ                 |
| دوباره               | گوگوش، لیلا فروهر، شهرزاد سپانلو، دریا دادور و شهره آغداشلو | ۴ آبان ۱۴۰۱      |                     |
| با هم یکی            | با هم یکی                                                   | ۱۰ آبان ۱۴۰۱     | شوگ                 |
| ایرانِ من             | ایرانِ من                                                    | ۹ بهمن ۱۴۰۱      | شوگ                 |
| نون و نمک            | نون و نمک                                                   | ۳ خرداد ۱۴۰۲     | شوگ                 |
| حبیبی                | زخمی                                                        | ۱۵ مرداد ۱۴۰۲    | شوگ                 |
| دشت پروانه‌ها         | کوروش                                                       | ۲۰ شهریور ۱۴۰۲   | کوروش/ آرمان میلادی |

## برنامه های تلویزیونی
| نام برنامه تلویزیونی    | عنوان      | شبکه تلویزیونی | سال  |
| ----------------------- | ---------- | -------------- | ---- |
| فصل اول،پرشیاز گات تلنت | داور مهمان | ام بی سی پرشیا | ۱۳۹۹ |
| فصل اول ،صدای برتر      | داور اصلی  | ام بی سی پرشیا | ۱۴۰۱ |